# Jeune Nation
Jeune Nation a fost o mișcare franceză de extremă-dreapta naționalistă, neopétainistă și neofascistă înființată în 1949 de Pierre Sidos și frații săi. Influențată de Italia fascistă și de regimul de la Vichy, grupul a devenit atractiv pentru tinerii naționaliști în perioada războiului din Algeria, în special pentru cei din armata colonială franceză⁠(d). Cunoscuți pentru violența lor și insurecțiile împotriva celei de-a Patra Republici Franceze, membrii mișcării urmăreau înfăptuirea unei lovituri de stat și impunerea unui regim dictatorial.
Considerată vinovată pentru un atac cu bombă comis în camera inferioară a parlamentului francez⁠(d), Jeune Nation a fost dizolvată prin decret oficial în timpul crizei din mai 1958. Cu toate acestea, organizația a supraviețuit anilor '60 cu ajutorul altor organizații, în principiu Federația Studenților Naționaliști⁠(d) (1960-1967), Organizația Armata Secretă (1961-1962),Europe-Action⁠(d) (1963-1966), Occident⁠(d) (1964-1968) șiL'Œuvre Française⁠(d) (1968-2013), toate înființate de foști membri ai mișcării.

## Istorie

### 1943-1948
Fondatorul Jeune Nation, Pierre Sidos, s-a alăturat ligii Mouvement Franciste⁠(d) în 1943 la vârsta de doar 16 ani. Tatăl său, François Sidos, a fost executat în 1946 pentru activitățile desfășurate alături de Milice française, organizație paramilitară asociată regimului de la Vichy. Dat fiind faptul că era minor la vremea respectivă, Pierre a fost condamnat la cinci ani de închisoare. Pe parcursul detenției, acestași-a cizelat convingerile politice formulate înainte și în timpul războiului, aici fiind constituite fundamentele viitoarei mișcări.
Discreditate de faptele primelor partide fasciste europene, partidele naționaliste franceze au obținut rezultate proaste în cadrul alegerilor electorale începând din 1945 până la ascensiunea Frontului Național în anii '80. Totuși, grupurile neofasciste au reușit să supraviețuiească și să rămână active în perioada postbelică ca urmare proceselor de decolonizare⁠(d) și a expansiunii comuniste.

### 1949-1953
Eliberat mai devreme din închisoare (4 august 1948), Sidos a luat legătura cu frații săi, François și Jacques, cărora le-a cerut să-l ajute cu dezvoltarea proiectului. În 1949, structura organizației a fost constituită, însă frațiilor Sidos le lipsea sprijinul financiar, iar numărul celor dispuși să sponsorizeze o mișcare de extremă-dreapta era infim în această perioadă. Pierre a cerut sprijin lui Jeanne Pajot, un bonapartist⁠(d) bogat și apropiat al lui Pierre Taittinger, fostul lider al Jeunesses Patriotes⁠(d). Aceasta a acceptat să-i susțină financiar, mișcarea - a cărui denumire la acea vreme era „Le Jeune Nation” - fiind prezentată pentru prima dată pe 22 octombrie 1949 în apartamentul lui Pajot. Din 1952, aceștia au publicat o revistă lunară intitulată Peuple de France et d'Outre-mer. Concomitent, mișcarea a încercat să formeze legături cu alte grupuri naționaliste de dreapta din străinătate.
Acestora li s-au alăturat și alți naționaliști precum Albert Heuclin, Jean Marot, Jacques Wagner și Jean-Louis Tixier-Vignancour. Pe 23 martie 1950, grupul a fost declarat oficial la prefectura poliției⁠(d), însă a rămas necunoscut publicului timp de câțiva ani. În 1954, două evenimente au schimbat destinul grupului: încheierea primului război din Indochina pe 20 iulie și războiul din Algeria care a început pe 1 noiembrie.

### 1954-1957
În această perioadă, mișcarea a devenit cunoscută peste noapte și numărul membrilor a început să crească odată cu reîntoarcerea personalului militar din Asia de Sud-Est. Pe 11 noiembrie 1954, la zece zile după inițierea războiului din Algeria, Pierre Sidos a anunțat în mod oficial înființarea mișcării sub denumirea de „Jeune Nation”. Tixier-Vignancour, nefiind de acord cu acțiunile violente, a părăsit la scurtă vreme grupul pentru a-și crea propria organizație. Jeune Nation a susținut primul congres pe 11 noiembrie 1955 în cadrul căruia a fost adoptată crucea celtică ca emblemă a grupului. Sidos consideră că în locul unui partid politic era mai avantajos să ai o armată mică și loială în fruntea căreia să existe un staff revoluționar gata să preia puterea și să impună o dictatură militară.
Caracterizându-se drept „urmașii celor din 1934⁠(d)” și derulând campanii de recrutare în rândul tinerilor, mișcării i s-a alăturat în 1956 Dominique Venner, în vârstă de 21 de ani la vremea respectivă. Acesta a intrat în conflict cu Sidos și a creat o sciziune în interiorul grupului între euronaționaliști și „nostalgicii neopetainiști ai lui Pierre Sidos”. Deși erau influențați de ideologiile Italiei fasciste și regimului de la Vichy, Jeune Nation a început să taie legăturile cu colaboraționiștii care i-au protejat încă din perioada detenției lui Sidos. În timp ce gaulliști și foști membri ai rezistenței franceze se înrolau în perioada războiului algerian, Sidos le-a interzis membrilor mișcării să mai menționeze perioada 1933-1945, excepție făcând doar câteva eveniente precum comemorarea lui Robert Brasillach și criza din 6 februarie 1934.
Grupul era cunoscut pentru atacurile violente, cu precădere împotriva comuniștilor. Pe 9-10 octombrie 1954, un comando condus de Sidos a furat o furgonetă⁠(d) care transporta reviste ale ziarului comunist L’Humanité Dimanche. Au distrus materialele și l-au atacat pe șofer. Acesta din urmă a încetat din viață câteva luni mai târziu ca urmare a rănilor suferite. În martie 1958, Jean-Marie Le Pen a depus mărturie la procesul în care patru militanți ai Jeune Nation erau acuzați că au comis atacul. În timpul protestelor organizate pe 9 noiembrie 1956 în care era condamnată intervenția militară sovietică din Ungaria, Jeune Nation a luat cu asalt sediul central al Partidului Comunist Francez din Paris și l-au incendiat parțial. În mijlocul protestelor din place de l'Étoile din aprilie 1954, membrii mișcării l-au atacat pe prim-ministrul Joseph Laniel și pe ministrul apărării René Pleven, iar pe 25 noiembrie 1957 aceștia au organizat un protest violentă în fața ambasadei americane cu scopul de a condamna exportul de arme către Algeria.

### 1958-1960
Jeune Natione a fost dizolvată pe 15 mai 1958 printr-un decret oficial publicat de Jules Moch, ministru de interne⁠(d), la două zile după puciul din Alger și începutul crizei din mai 1958. S-a speculat că grupul este vinovat pentru atacul cu bombă de pe 6 februarie 1958 și implicat în evenimentele din Algeria din 13 mai. La apogeu, Jeune Nation avea între 3.000-4.000 de membri și era considerată cea mai cunoscută mișcare neofascistă din Franța anilor '50.
În ciuda acestei decizii, grupul a fost din nou declarat sub o nouă denumire la prefectura poliției⁠(d) pe 7 octombrie 1958: A fost prezentat sub numele de „Parti nationaliste” de Pierre Sidos și Dominique Venner în timpul unui congres la care au participat peste 600 de persoane între 6-8 februarie 1959. Noua organizație a fost proiectată de Venner astfel încât să coordoneze toate mișcările de extremă-dreapta din Franția prin intermediul unui Comité d’Entente. A fost dizolvat patru zile mai târziu - pe 12 februarie 1959 - după protestele violente organizate împotriva prim-ministrului Michel Debré în Algeria. Atât Venner, cât și Sidos au fost arestați (aprilie 1962 și iulie 1962) în baza unui mandat de arestare emis pe 24 ianuarie 1962 pe motiv că au „reconstituit un grup dizolvat” și „compromis securitatea națională”. Ambii au fost condamnați pe 19 iunie 1963 la 3 ani de închisoare cu suspendare și plata unei amenzi de 2.000 Fr.
Revista bilunară Jeune Nation a fost lansată pe 5 iulie 1958 în calitate de organ de propagandă și nu a fost afectată de desființarea grupului din februarie 1959. Aceasta - cunoscută pentru atacurile la adresa lui Charles de Gaulle - a fost limitată la un singur număr începând din ianuarie după o serie de dificultăți financiare. Articolele erau redactate de Jacques Ploncard d'Assac, Henry Coston, Pierre-Antoine Cousteau sau Tixier-Vignancour.
La câteva luni după ce li s-au alăturat François d'Orcival, Pierre Poichet și Georges Schmeltz în septembrie 1959, materialele revistei Jeune Nation a fost pusă sub sechestru de către poliție pe 28 ianuarie 1960. După acest eveniment, trei studenți au decis să înființeze pe 12 aprilie 1960 Federația Studenților Naționaliști⁠(d) (FEN). Sidos, deși optimist cu privire la noul proiect, s-a opus într-un final fracțiunii euronaționaliste introduse de Venner. A părăsit FEN în 1964 pentru a crea Occident⁠(d).

## Ideologie
Mișcarea Jeune Nation este cunoscută ca susținătoare a armatei franceze⁠(d) și a imperiului colonial francez, cu poziții antiparlamentariste, corporatiste, rasiste, antisemite, anticomuniste și antidemocratice.

### Agenda politică
Agenda politică a mișcării avea ca scop principal impunerea unui „stat autoritar și popular, național și social”, similar celui postulat de Révolution nationale a regimului de la Vichy: o nouă armată pentru „a educa tineretul”, exproprierea proprietăților care au fost în posesia métèques, un unionism corporatist asemănător celui din Italia fascistă, „eliminarea anarho-capitalism și a veniturilor pasive” și înființarea unui stat condus de o elită „selectă și politic educată”.
Jeune Nation a încercat să pornească o revoluție în afara sistemului parlamentar cu scopul de a deturna a Patra Republică, acțiunea fiind considerată unica speranță pe care o mai are naționalismul. Jean Malardier, adept al Jeune Nation și fost membru al LVF⁠(d), a descris grupul drept dedicat trup și suflet insurecției naționale. Conform doctrinei acestora, „a lupta împotriva decadenței [din Franța] [înseamnă] a lupta împotriva regimului [democratic]”. Mișcarea discuta și despre posibilitatea înfăptuirii unei „a doua revoluții”, prima fiind cea din 1940 și nu cea din 1789. De asemenea, își imaginau o Europă „de la Narvik la Cape Town” și „de la Brest la București” fundamentată pe civilizația și destinul rasei albe.

### Structură
În timp ce Pierre Sidos a fost principalul ideolog și liderul mișcării, fratele său François a fost președintele, iar Jean Maladier trezorierul.

### Simboluri
Simbolul principal al mișcării Jeune Nation a fost crucea celtică, adoptată probabil ca urmare a inițierii in ezoterismul celtic a lui Pierre Sidos în timpul detenției (1946-48) de către Marcel Bibé, fost membru al Bezen Perrot⁠(d). La scurtă vreme, Sidos a devenit interesat de druidism și de crucea celtică.

## Membri importanți
- Pierre Sidos — fondatorul Jeune Nation, Occident și L'Œuvre Française
- Dominique Venner — fondatorul Europe-Action
- François d'Orcival — membru al bordului editorial al Valeurs Actuelles
- Jean-Louis Tixier-Vignancour — candidat la alegerile prezidențiale din 1965
- Jean-Jacques Susini[27] — cofondator al Organizației Armata Secretă
- François Duprat[28] — membru fondator al Frontului Național
- Richard Bohringer[29] — câștigător al Premiul César pentru cel mai bun actor
- Pierre Bousquet[19] — membru fondator al Frontului Național
- Pierre Vial[22]
- Alain Robert[22]